# هنري ماي (سياسي)
هنري ماي (بالإنجليزية: Henry May)‏ هو سياسي نيوزلندي، ولد في 13 أبريل 1912، وتوفي في 22 أبريل 1995. حزبياً، نشط في حزب العمال النيوزيلندي. وقد انتخب عضو مجلس النواب نيوزيلندا.